# Cimitero austro-ungarico di Brunico
Il cimitero austro-ungarico di Brunico (in tedesco Soldatenfriedhof Bruneck o Waldfriedhof Bruneck) è un cimitero di guerra che si trova in una zona boscosa, sul pendio del cosiddetto Kühbergl, vicino alla strada che conduce a Riscone.

## Storia
Durante la prima guerra mondiale furono istituiti a Brunico fino a 3 ospedali militari in cui vennero ricoverati soldati feriti e ammalati provenienti dal vicino fronte dolomitico. Poiché furono molti che col tempo morirono in questi lazzaretti e non fu più possibile seppellirli nel cimitero comunale, il comando di tappa di Brunico incaricò l'architetto Berchtold, un ufficiale del genio austriaco di costruire un cimitero apposito sulle pendici del Kühbergl, a sud della città. Esso fu realizzato da prigionieri russi, venne inaugurato il 3 luglio 1915 e preso in custodia dall'allora sindaco Josef Schifferegger. Subito dopo ebbero inizio le sepolture.
Nel 1921 venne costituito un comitato di donne, guidato dalla moglie del sindaco, che si occupò da allora della manutenzione del cimitero.
I soldati italiani che qui riposarono furono trasferiti nel 1932 nel nuovo sacrario militare di Pocol nei pressi di Cortina d'Ampezzo, mentre quelli germanici, d'intesa con il competente ufficio per le onoranze ai caduti, furono trasferiti nel 1938 nel cimitero del passo Pordoi.
Nel 1936 il costruttore brunicense Müller realizzò su progetto dell'architetto Marius Amonn, la cappella che fu inaugurata solennemente il 28 giugno 1938 dall'allora principe vescovo di Bressanone Johannes Geisler. Dopo la seconda guerra mondiale vi furono affissi gli scudi di bronzo con i nomi dei caduti brunicensi dei due conflitti mondiali. I soldati dell'ultimo conflitto ebbero anche tombe alla memoria.

## Struttura

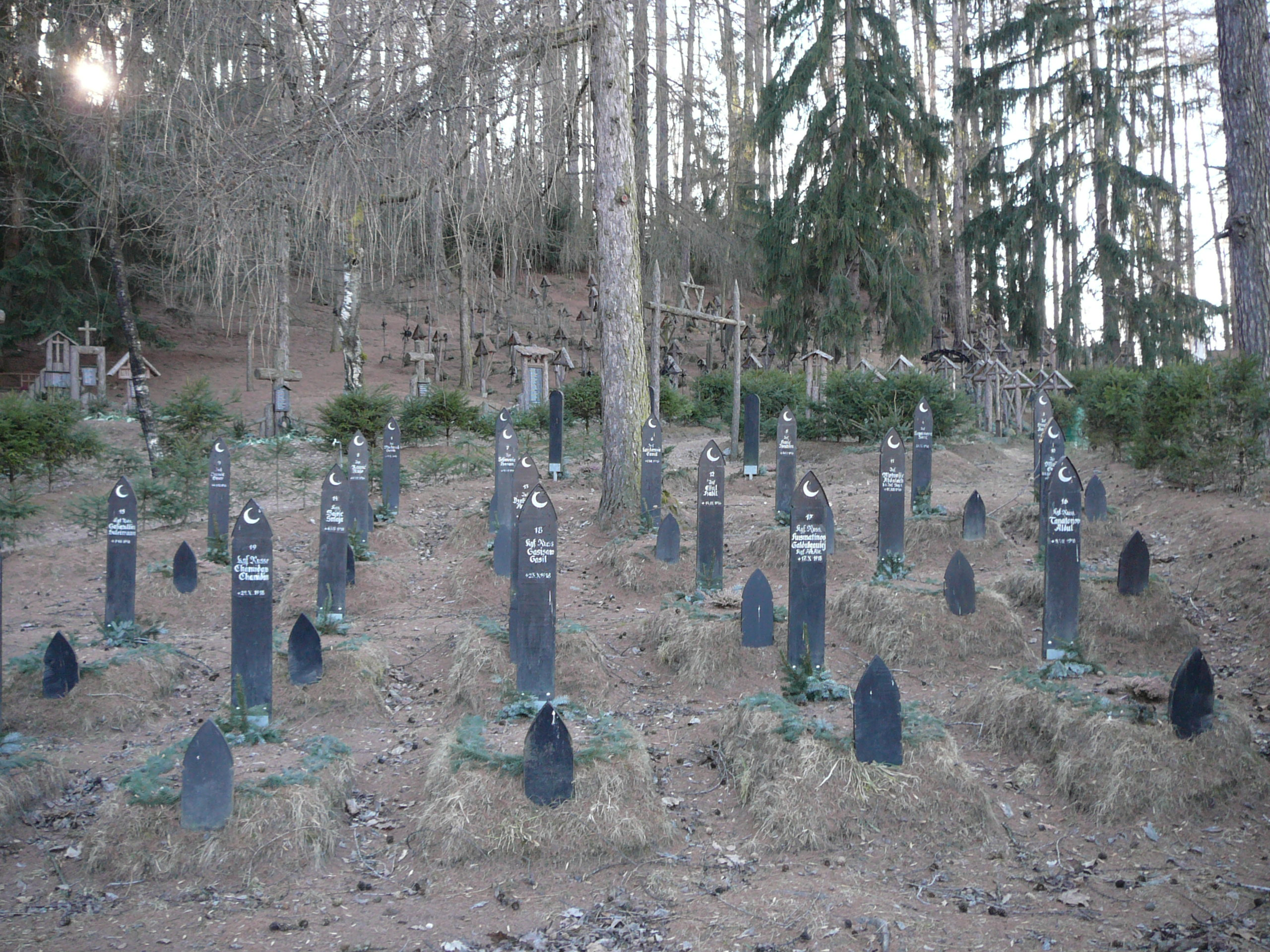
La zona musulmana

Le tombe recano croci di legno, alcune adornate da artistici lavori in ferro battuto. Il carattere interetnico e interconfessionale dell'esercito austro-ungherese è sottolineato dai simboli religiosi dove la croce latina dei cattolici e protestanti, si accosta a croci ortodosse, stelle ebraiche, mezzelune soprattutto dei militari bosniaci. Il cimitero è quindi separato a seconda della fede dei caduti.
In epoche in cui i confini non permettevano comunicazioni internazionali, le madri dei caduti decisero di onorare i loro figli sepolti in terre lontane, adottando le tombe dei caduti provenienti dall'estero e che riposavano nel locale cimitero, per dare a tutti una uguale onoranza.

## Caduti
Il cimitero è tenuto in considerazione dai cittadini e dai visitatori per esempio di tolleranza e di rispetto nei confronti dei morti di altri popoli (russi, tedeschi e serbi) e altre religioni (cattolici, cristiano ortodossi e musulmani).
Il cimitero infatti ospita 793 caduti della prima guerra mondiale (669 soldati dell'armata austro-ungarica, 103 prigionieri russi, 13 serbi e 7 rumeni) e, successivamente, anche 19 caduti tedeschi ed austriaci della seconda guerra mondiale, nonché un ufficiale italiano, caduto sul fronte greco.